# César Ordóñez
César Ordóñez Quintero, más conocido como César Ordóñez, fue un jurista, académico y orador colombiano reconocido por haber sido parte de los siete primeros jueces que integraron la Corte Interamericana de Derechos Humanos; por lo tanto, por ser parte de la primera sesión de la Corte, la cual tuvo lugar en Washington D. C. los días 29 de junio y 30 de junio de 1979.

## Biografía
Nació el 27 de diciembre de 1914 en Bucaramanga y falleció el 10 de marzo de 1982 en Bogotá. Estudió Derecho en la Universidad Libre (Colombia) donde se graduó de abogado con la cohorte de 1941, lo cual quiere decir que una buena parte de sus estudios pudieron ocurrir mientras Jorge Eliécer Gaitán se desempeñó como rector de la misma Universidad.

## Carrera política
Fue diputado en la Asamblea Departamental de Santander (Colombia) durante los períodos 1936-1938, 1938-1940 y 1940-1942. En 1947 fue elegido Representante a la Cámara, por el Partido Liberal Colombiano, para el período constitucional comprendido entre 20 de julio de 1947 y 19 de julio de 1949. Fue reelegido Representante a la Cámara para el período constitucional inmediatamente siguiente (20 de julio de 1949 y 19 de julio de 1951), período durante el cual fue elegido Presidente de la Cámara de Representantes entre 20 de julio de 1949 y 19 de julio de 1950. En ambos períodos se distinguió como un gran orador político.

## El orador
Fue calificado por el leopardo Augusto Ramírez Moreno como «"El Danton de Colombia"... seguramente por su estilo oratorio tan parecido en su gesto y brillo al revolucionario francés de 1789».

## Vida académica
Inició sus actividades académicas como profesor de Derecho penal en la Universidad Libre (Colombia), un año después de graduado. Posteriormente, se desempeñó como profesor de Derecho internacional público. Finalmente, fue Rector de la misma en 1960 y en el período comprendido entre 1977 y 1978; así mismo, su Presidente entre 1979 y 1982, período durante el cual publicó el libro de su autoría Pensamiento y acción liberal: discursos y conferencias.
Durante su larga vida académica publicó los libros Ensayo sobre el Derecho Penal Colombiano, obra que para 1952 servía «de texto en la Universidad Nacional de Colombia», y Ensayo sobre la Economía Regional de Santander.

## En la Corte Interamericana de Derechos Humanos
Hizo parte, con Miguel Rafael Urquía Martínez de El Salvador, Huntley Eugene Munroe de Jamaica, Máximo Cisneros Sánchez de Perú, Carlos Roberto Reina Idiáquez de Honduras, Rodolfo Piza Escalante de Costa Rica y Thomas Buergenthal de los Estados Unidos, de los primeros jueces elegidos para formar la Corte Interamericana de Derechos Humanos, quien murió en ejercicio de su cargo de Juez de esta Corte.

## Escritos
- Ordóñez Quintero, César (1949). «El dictador constitucional» en Sábado: Semanario al servicio de la cultura y la democracia en América.